# Зарина, Екатерина Ивановна
Екатери́на Ива́новна За́рина (урождённая Но́викова; 1 октября 1837 — 25 января 1940) — русская писательница, переводчица, мемуаристка.

## Биография
Екатерина Ивановна Зарина родилась 1 октября 1837 года (по некоторым данным в 1835) в городе Анапе. Долгое время жила в Сердобске и селе Пяша Сердобского уезда Пензенской губернии. Окончила в Пензе дворянский пансион. В 1859 году переехала в Санкт-Петербург. Сотрудничала с журналом «Современник», газетой «Русь», журналом «Русский паломник». Екатерина Ивановна автор многих рассказов, повестей, пьес. Её одна из самых значимых работ — роман «Николай Бронский». В её воспоминаниях есть страницы, посвященные Пензе.
Екатерина Ивановна Зарина была замужем за Зариным Ефимом Федоровичем, литературным критиком, поэтом, переводчиком.
Мать Андрея Ефимовича (1862—1929) и Федора Ефимовича (1870— не ранее 1941) Зариных — писателей и литературоведов, и Сергея Ефимовича, архитектора.
Начала литературную деятельность в «Современнике» Некрасова: в декабре 1863 года было анонимно напечатано её первое произведение, рассказ «Питомцы».
На склоне лет писала мемуары. Мемуары объёмом почти 900 страниц рукописного текста остаются до сих пор неизданными. Екатерина Ивановна более полувека была близка к литературным кругам Петербурга. В частности, она не раз встречалась с издателем журнала «Отечественные записки» А. А. Краевским.
Екатерина Ивановна Зарина скончалась на 103 году жизни в городе Пушкин, под Ленинградом 25 января 1940 года. Похоронена на местном Казанском кладбище.

## Публикации
- Новикова-Зарина Е. И. Кавказскіе разсказы: (был)ь. — Изд. Д. А. Наумова, 1897. — 223 с.
- Зарина-Новикова Е. И., Туганов Р. У., Желиховская В. П. Кавказский легион: повести и рассказы русских писателей XIX века. — Издательский центр «Эль-Фа». — Т. 1. — 550 с. — (КЛИО). — ISBN 5881950690.
- роман «Разбитая жизнь», СПб., 1894
- «За честь», М., 1898
- «Неприступная», 1898
- роман «Князь Борис Тишин», СПб., 1904
- «В плену у горцев», М., 1915
- рассказ «Питомцы», 1863
- роман «Николай Бронский»
- «Три друга» М., 1910, 1917